# گایا جووانینی
گایا جووانینی (ایتالیایی: Gaia Giovannini؛ زادهٔ ۱۷ دسامبر ۲۰۰۱) بازیکن والیبال زن اهل ایتالیا است.